# Saint-Vincent-Cramesnil
Saint-Vincent-Cramesnil är en kommun i departementet Seine-Maritime i regionen Normandie i norra Frankrike. Kommunen ligger i kantonen Saint-Romain-de-Colbosc som tillhör arrondissementet Le Havre. År 2022 hade Saint-Vincent-Cramesnil 695 invånare.

## Befolkningsutveckling
Antalet invånare i kommunen Saint-Vincent-Cramesnil
| Referens: INSEE |